# Klasztor w Zwiefalten
Klasztor w Zwiefalten (niem. Kloster Zwiefalten) – dawne barokowe opactwo benedyktynów znajdujące się w niemieckiej gminie Zwiefalten, w kraju związkowym Badenia-Wirtembergia.

## Historia
Klasztor został założony w 1089 roku przez hrabiów Liutolda von Achalma i Kunona von Wülflingena, dwóch ostatnich męskich przedstawicieli rodziny Achalmów. Pierwotnie jego siedzibą miała być miejscowość Altenburg niedaleko Reutlingen, lecz ostatecznie zdecydowano się na Zwiefalten. Placówkę erygowano 8 września 1089, w uroczystość Narodzenia Najświętszej Marii Panny. Dwunastu mnichów i pięciu braci świeckich sprowadzono 29 września 1089 z klasztoru Hirsau, ich liczba miała symbolizować dwunastu apostołów i pięć ran Chrystusa. W 1093 opactwo uniezależniono od macierzystej placówki. Mnisi uzyskali od papieża Urbana II prawo do samodzielnego wyboru opata i wójta oraz jego odwoływania w przypadku popełnienia poważnego przewinienia.
13 września 1109 konsekrowano pierwszy kościół klasztorny – trójnawową bazylikę z transeptem i sygnaturką, wzniesioną na podstawie projektu reformatora Wilhelma z Hirsau. W roku 1111 powstał również klasztor żeński. Placówka przerodziła się w ważny ośrodek kulturalny i religijny regionu, funkcjonowało tu skryptorium. Pod koniec lat 30. XII wieku w Zwiefalten przebywało 70 mnichów, 130 braci świeckich i 62 siostry zakonne. Ostatnia wzmianka o żeńskim klasztorze pochodzi z roku 1358, zakonnice przeniosły się do podległego klasztoru Mariaberg (ob. dzielnica Gammertingen). Opactwo administrowało również placówkami w Mochentalu (ob. Ehingen) i Oberstetten (ob. Hohenstein). Formalnie klasztor należał do diecezji Konstancji, a jej biskupi każdorazowo wyświęcali nowych opatów.
W 1525 kompleks został splądrowany przez protestanckiego księcia Wirtembergii, lecz w 1534 jako jedyny z piętnastu męskich klasztorów nie uległ kasacie. Status placówki uregulował traktat w Spirze z roku 1570, który dawał jej dużą niezależność przy uznaniu jurysdykcji wirtemberskiej. Zajęcie klasztoru utrudnił fakt, że od 1422 znajdował się on na liście posiadłości habsburskich. Wojska wirtemberskie zajęły opactwo podczas wojny trzydziestoletniej, a mnisi uciekli do innych klasztorów w rejonie Jeziora Bodeńskiego, do Zwiefalten powrócili po I bitwie pod Nördlingen dwa lata później.
W XVII wieku rozpoczęto barokową przebudowę kompleksu – w latach 1668–1673 przebudowano zachodnie skrzydło i szkołę, w latach 1684–1686 wzniesiono skrzydło wschodnie autorstwa Heinricha Mayera i Michaela Thumba, a w latach 1693–1700 – skrzydło północne. Prace wstrzymał wybuch wojny o sukcesję hiszpańską, wznowiono je w 1739 rozpoczęciem przebudowy kościoła klasztornego, która trwała do roku 1753 wg projektu Johanna Michaela Fischera i Johanna Michaela Feuchtmayera. W 1750 opactwo zostało bezpośrednio uzależnione od władz cesarskich w zamian za drobne ustępstwa na rzecz władz Wirtembergii. W następnym roku zakonnicy otrzymali przywilej zasiadania na tzw. szwabskiej ławie prałatów na Sejmie Rzeszy.
9 września 1802, podczas wojen napoleońskich, opactwo zajęły wojska Wirtembergii. Elektor Fryderyk I wyprzedał majątek klasztorny, a ruchome kosztowności sprowadził do Stuttgartu. 25 lutego 1803 placówkę oficjalnie poddano kasacie. W 1811 dawne zabudowania klasztorne przekształcono siedzibę szpitala psychiatrycznego, w następnym roku sprowadzono tu 46 pacjentów z Ludwigsburga. W 1814 świątynię ustanowiono siedzibą parafii.

## Kościół klasztorny
Główną częścią kompleksu jest barokowy kościół klasztorny z rokokowym wyposażeniem, noszący tytuł Münster. Wzniesiono go na miejscu poprzedniej bazyliki, rozebranej w 1739 roku. Pierwszy projekt sporządzili bracia Joseph Benedikt i Hans Martin Schneiderowie, lecz po położeniu fundamentów w 1741 roku prace przejął Johann Michael Fischer. Prawdopodobnie powodem zwolnienia Schneiderów był fakt, iż planowani oni wzniesienie drewnianej kopuły, uznając ją za tanią, lekką i bezpieczną, na co nie chciała zgodzić się klasztorna kapituła. W 1746 wzniesiono sklepienia, a w 1747 nadzór nad powstającą sztukaterią przejął Johann Michael Feuchtmayer. Freski wykonał Franz Joseph Spiegler, a rzeźby – Johann Joseph Christian. W latach 1750–1753 wybudowano fasadę. Konsekracja miała miejsce w roku 1765. W latach 1976–1984 budynek poddano renowacji.
Świątynia jest długa na 99 metrów, korpus nawowy jest długi na 30 m i szeroki na 27 m. Prezbiterium również ma długość 30 m i szerokość 14 m. W 17. Kopuła ma średnicę 17 m i wysokość 28 m. Fasada, wkomponowana w długie na 126 m zachodnie skrzydło, ma wysokość 45 m, a wieże przy prezbiterium – 94 m, przy czym same krzyże je zwieńczające są wysokie na ponad 6,5 metra.
Nad ołtarzem ustawiono XV-wieczną rzeźbę Madonny, przeniesioną z poprzedniej świątyni. Prezbiterium zdobią stalle autorstwa Johanna Josepha Christiana.

## Galeria

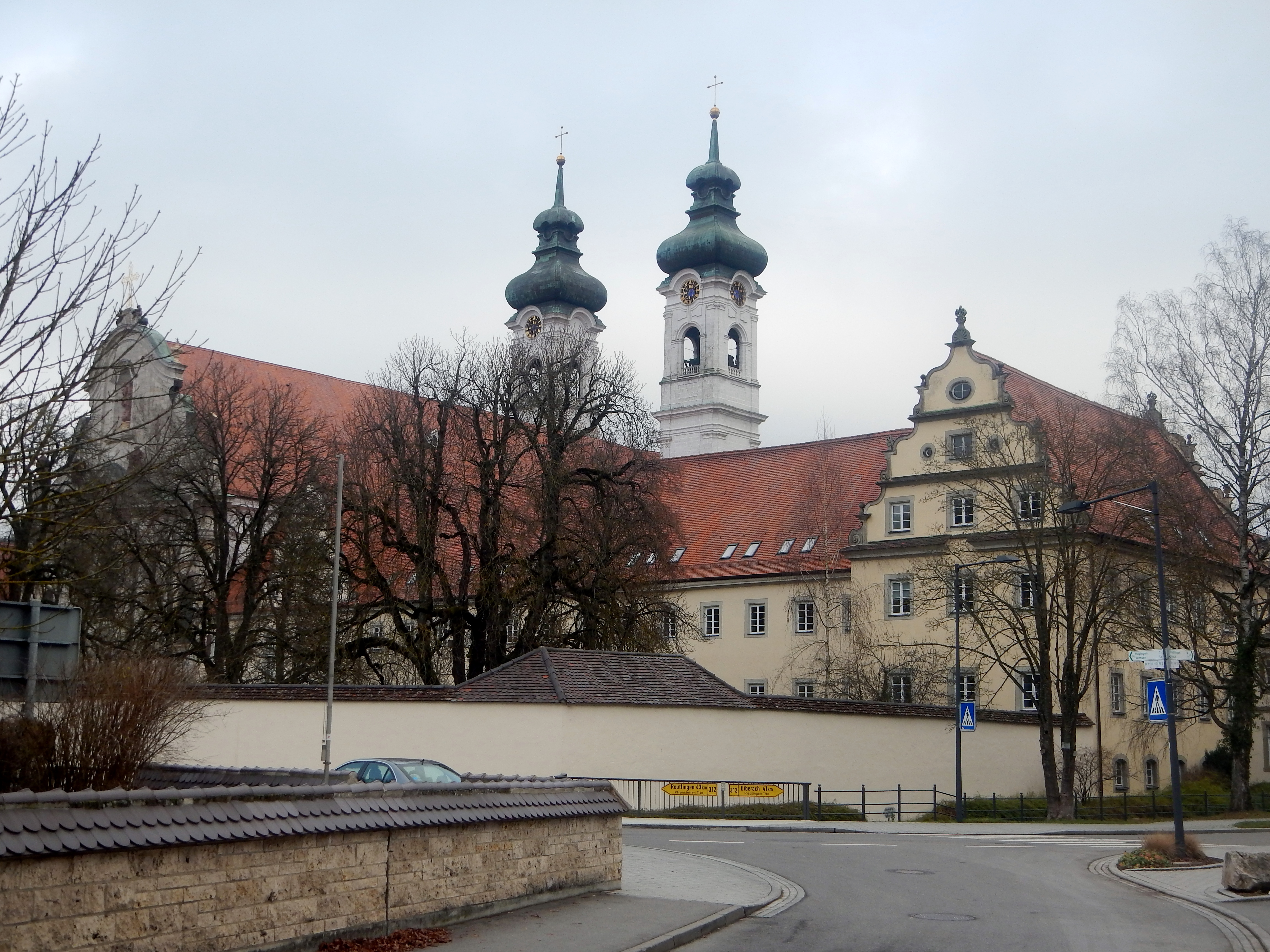
Widok z południowego zachodu
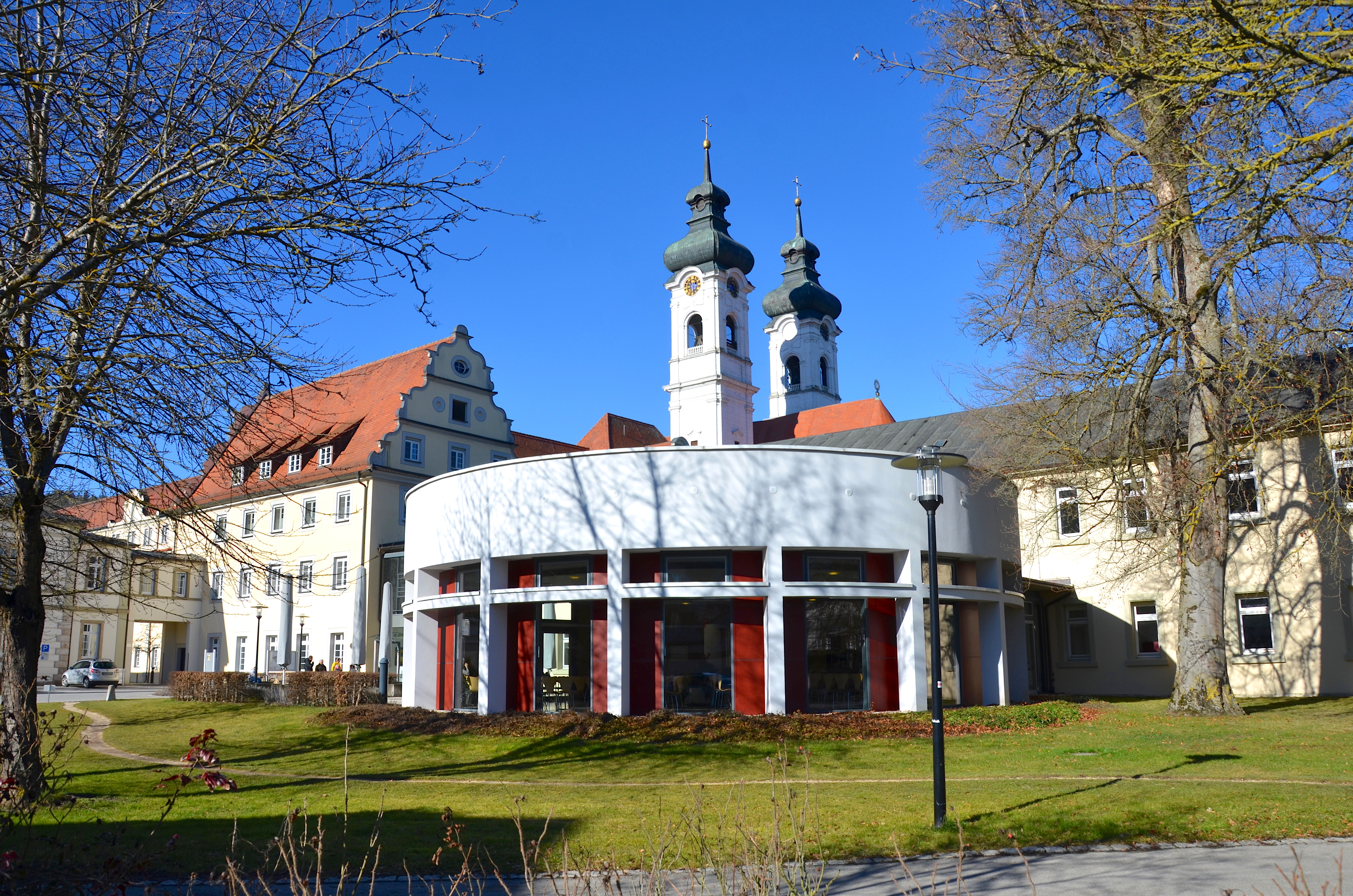
Widok z południowego wschodu
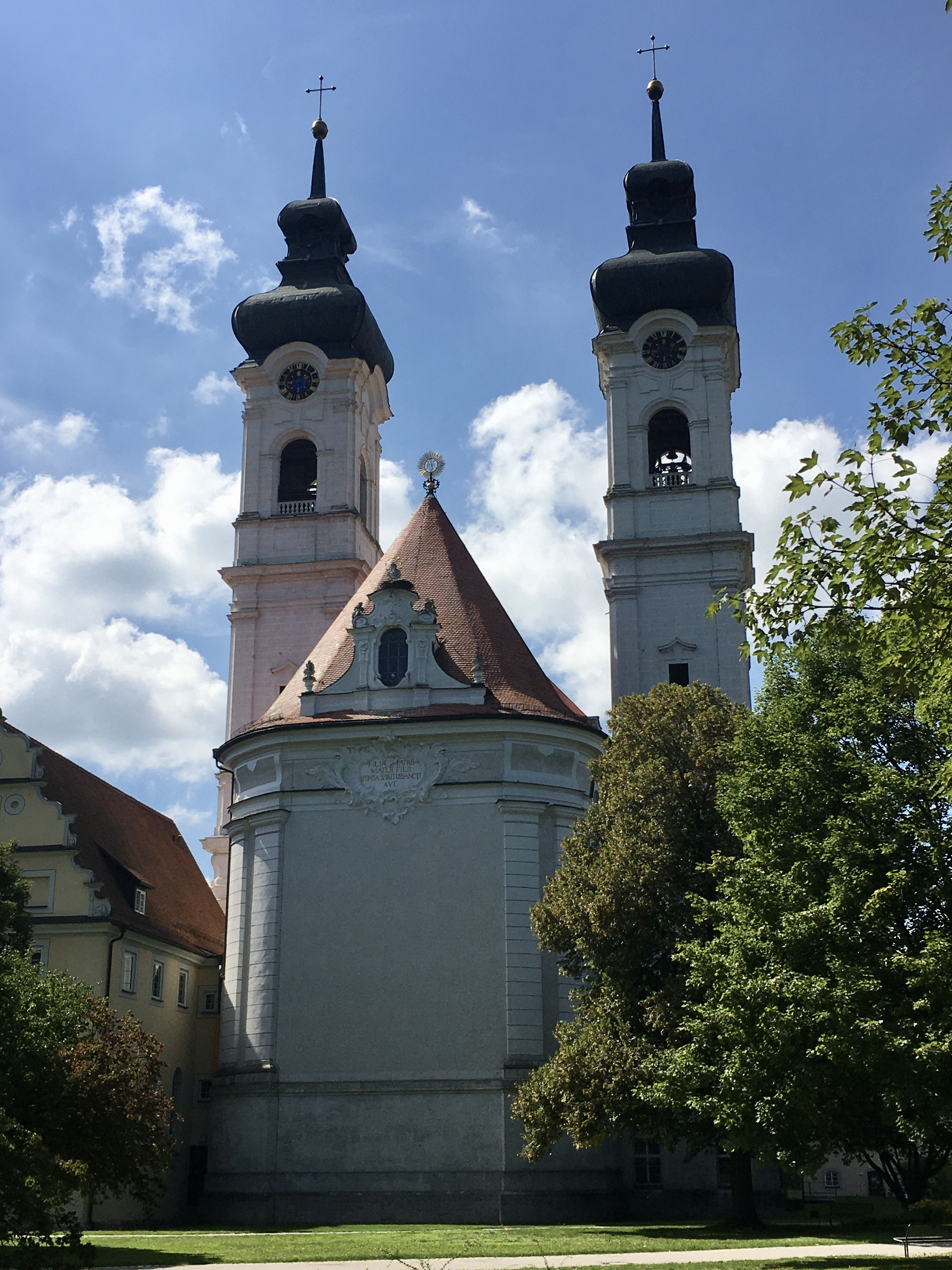
Absyda i wieże kościoła
Fasada kościoła
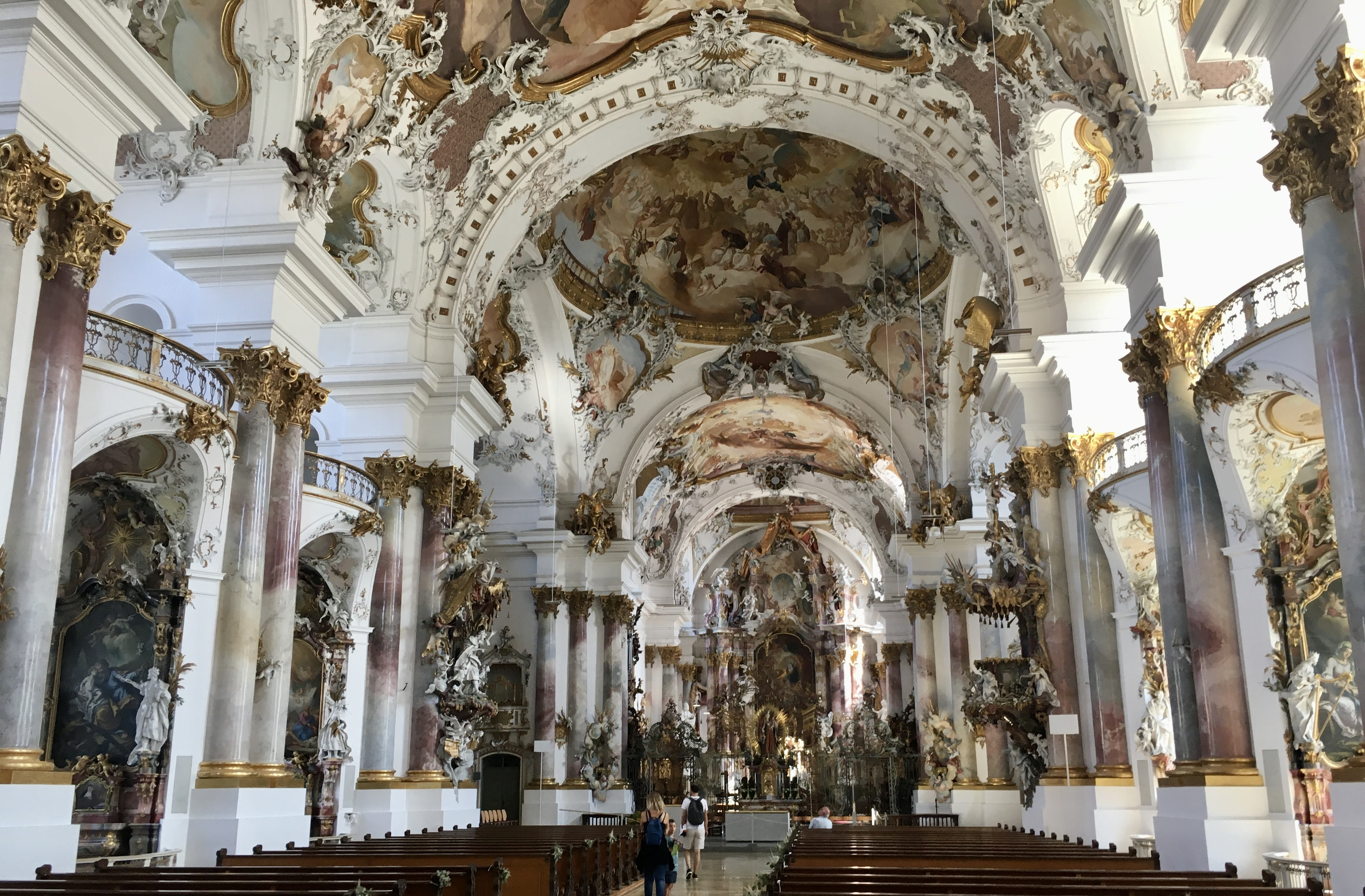
Wnętrze świątyni
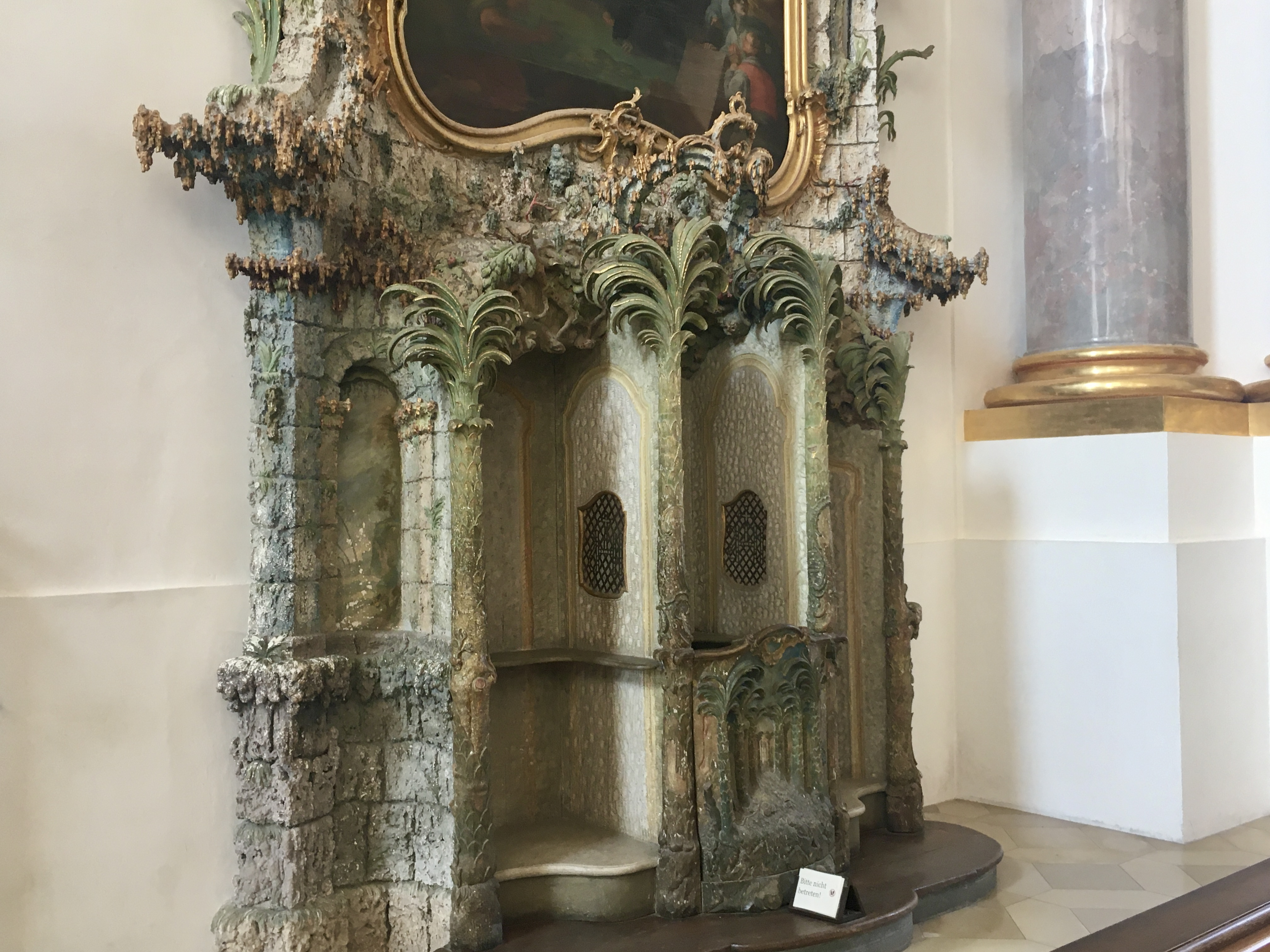
Konfesjonał
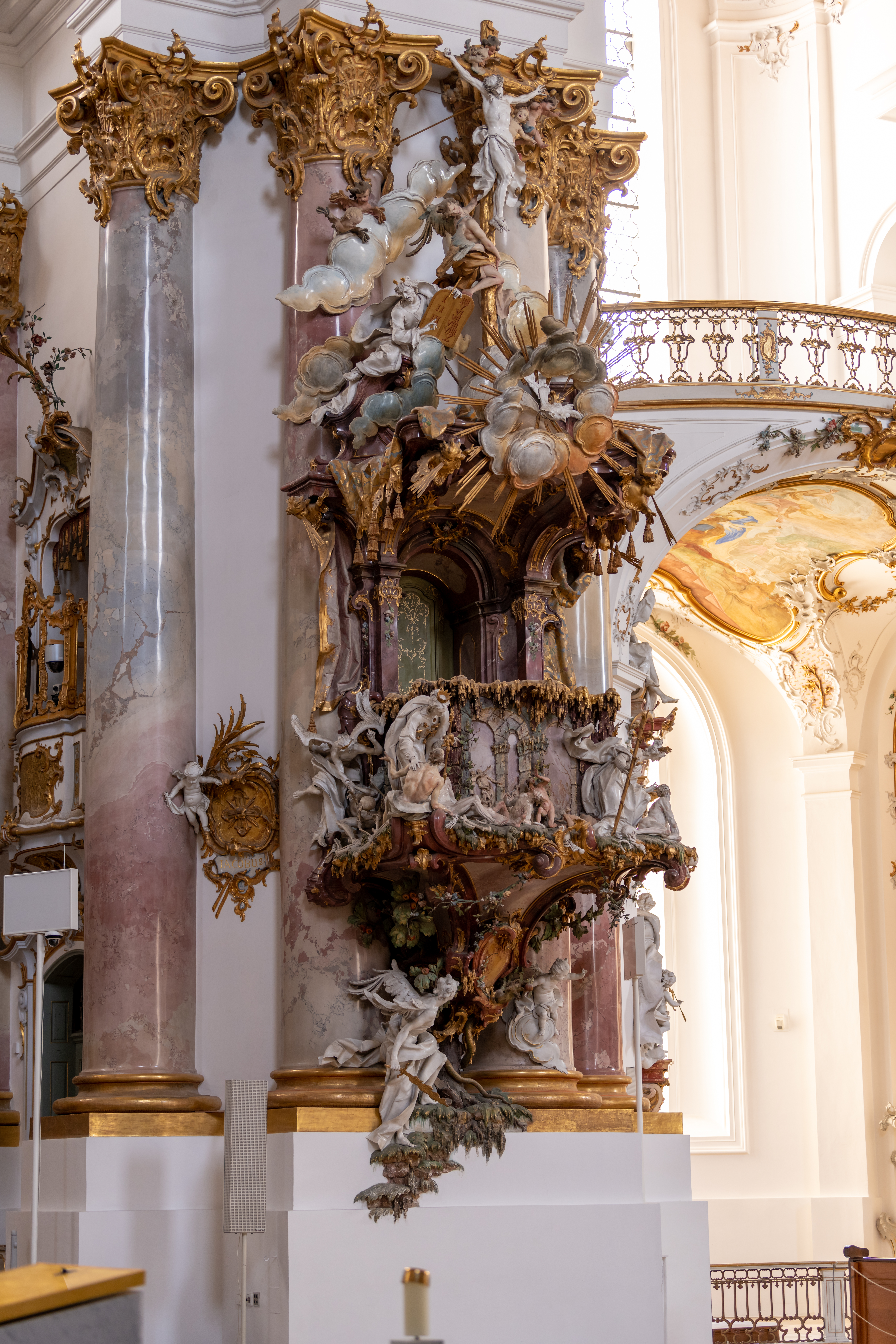
Ambona
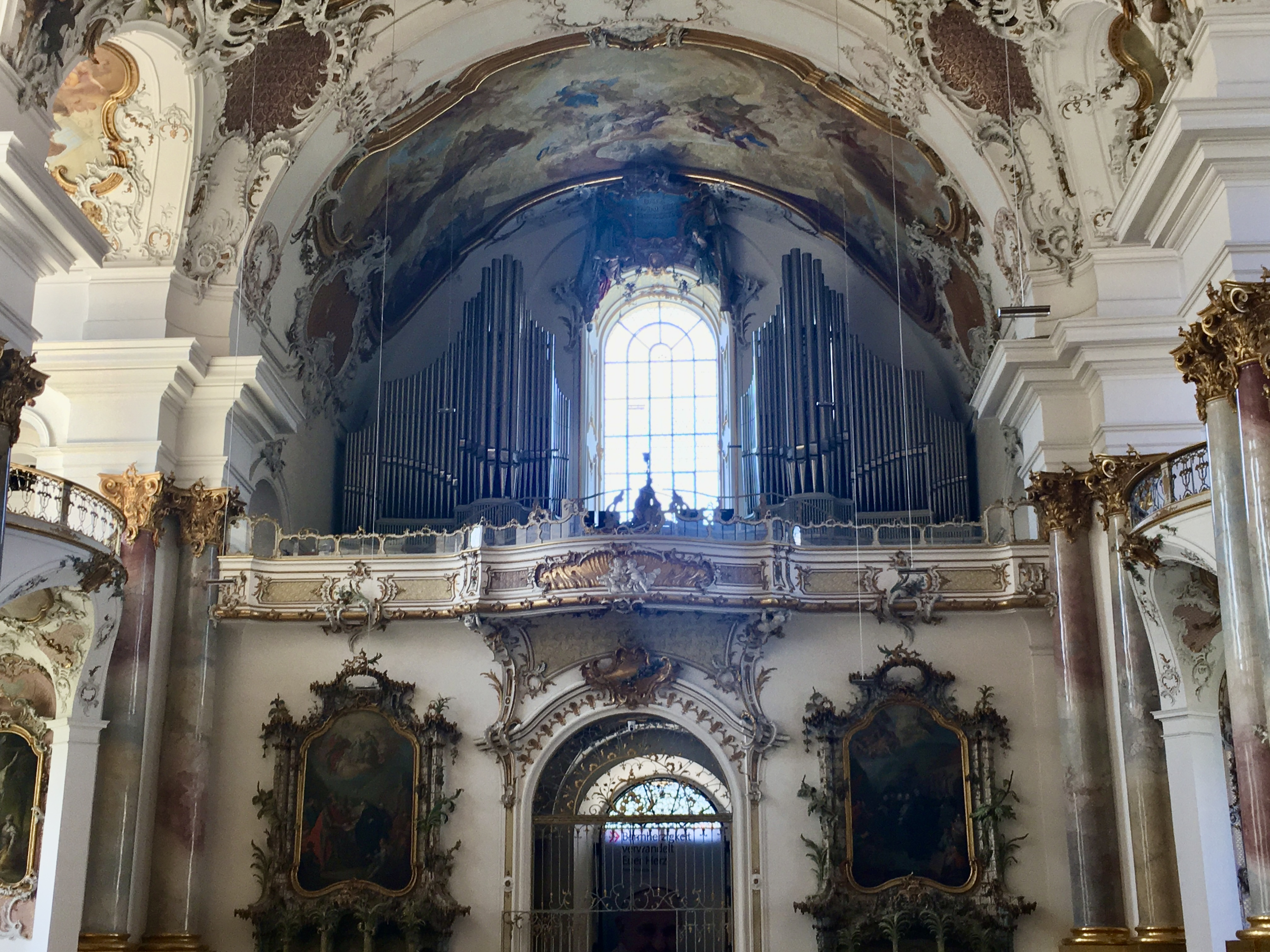
Empora i organy